# Basilica dei Santi Vincenzo e Caterina de' Ricci
La basilica dei Santi Vincenzo e Caterina de' Ricci si trova a Prato, in piazza San Domenico angolo via San Vincenzo, davanti alla chiesa di San Domenico.

## Storia
Agli inizi del Cinquecento sorse il monastero femminile domenicano dedicato a San Vincenzo Ferrer, che ebbe grande impulso alla metà del secolo per opera di suor Caterina de' Ricci.
La chiesa, ultimata alla fine del Cinquecento, venne completamente rinnovata dopo la canonizzazione di Caterina de' Ricci (la cui spiritualità aveva tanto influenzato la società fiorentina e toscana, tanto da essere l'esempio di misticismo più importante prima di Santa Maria Maddalena de' Pazzi) nel XVIII secolo. La ricostruzione avvenne tra il 1732 e il 1735 forse su progetto di Giovan Battista Bettini e Girolamo Ticciati.
Con la sepoltura del corpo della santa sotto l'altare centrale, la chiesa venne promossa a basilica minore.

## Descrizione

### Chiesa

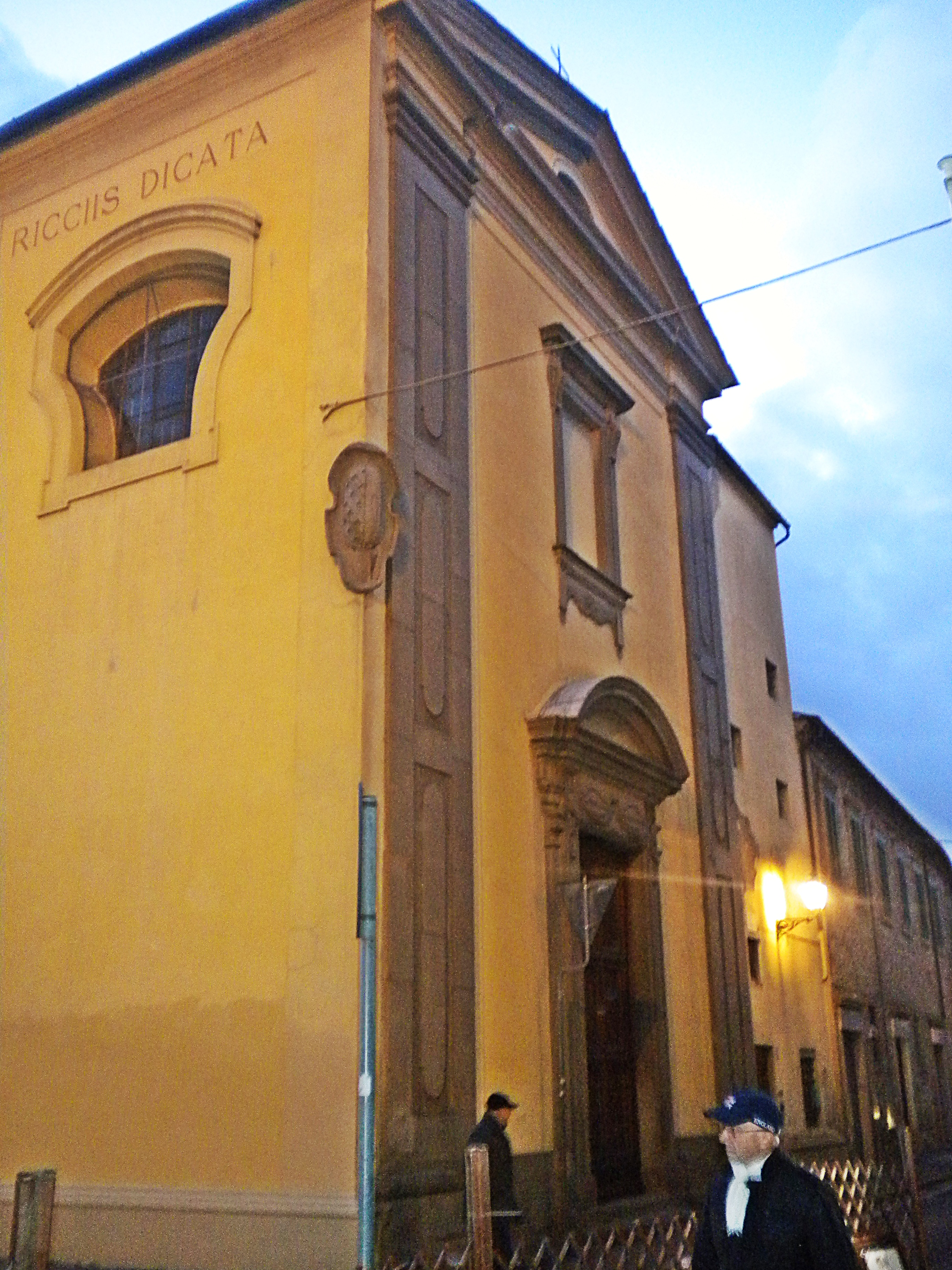
La facciata della basilica

Dal punto di vista artistico, la chiesa rappresenta uno degli esempi più alti della cultura tardo barocca, dove si compongono in straordinaria armonia affreschi, stucchi, rilievi, altari e, nelle grandi occasioni, gli straordinari parati. Le pareti si raccordano con lesene concave all'abside, con altare marmoreo ornato dal rilievo in marmo bianco del Ticciati raffigurante Santa Caterina abbracciata dal Crocifisso; sotto l'altare è visibile l'urna d'argento dove è posto il corpo incorrotto della Santa. Altri miracoli legati a Santa Caterina sono presentati nei rilievi sulle pareti (Ticciati e Vincenzo Foggini).
Gli eleganti altari marmorei ospitano un bel Martirio di santa Caterina d'Alessandria, di Vincenzo Meucci, una cinquecentesca Natività di Michele delle Colombe e tele del Pucci, autore anche degli affreschi sulla volta con la Gloria di santa Caterina e angeli. 
Notevole, in una cappellina, il raffinato rilievo marmoreo quattrocentesco con la Madonna con il Bambino, opera di Matteo Civitali.
Una targa nella chiesa ricorda la visita di papa Giovanni Paolo II nel 1986.

### Monastero
Contiguo alla chiesa è il Monastero di San Vincenzo, di clausura, fondato nel 1503 e notevolmente ampliato nella seconda metà del secolo, al periodo di Caterina de' Ricci. Entrata tredicenne nel monastero, la Santa, formatasi sul messaggio del Savonarola, lo spiritualizzò progressivamente, purificandolo da implicazioni politiche e sociali, e assunse progressivamente - dalle estasi della Passione rivissuta per dodici anni agli eventi straordinari del 1541-43: stimmate, matrimonio mistico, abbraccio del Crocifisso - una propria dimensione mistica; a questa sommò notevoli capacità umane e pratiche, che le consentirono di guidare a lungo il monastero, ampliandolo grazie alla generosità di Filippo Salviati, suo "figlio spirituale".

Dall'atrio si raggiunge l'anticoro e la contigua Cappella della Madonna dei Papalini: la venerata immagine è un busto in maiolica del primo Cinquecento (con veste settecentesca), davanti al quale si arrestarono i mercenari spagnoli durante il Sacco del 1512, risparmiando il convento. Sotto la cappellina (con volta a rosoni in cartapesta, secentesca, e tavola di Santi di Tito) ebbe sepoltura fino al 1732 Caterina de' Ricci.

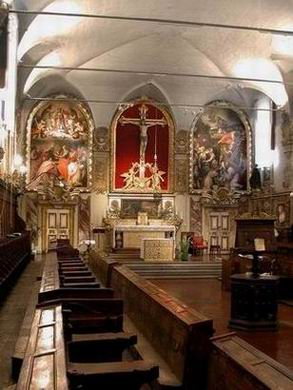
Il coro delle monache

##### Il Coro delle Monache
Vicino è il vasto Coro monastico, costruito tra 1558 e 1564 su progetto di Baccio Bandinelli, con volta lunettata e alti stalli in noce anch'essi del 1564. L'ambiente conserva pregevoli dipinti, anch'essi cinquecenteschi, di Michele delle Colombe, di Ridolfo del Ghirlandaio e di Francesco Brina (al quale si può attribuire il San Domenico e San Vincenzo Ferrer sulla parete destra, eseguito tra 1559 e 1561). Alle pareti è una serie di tele con soggetti legati alla devozione domenicana eseguita da Lorenzo Lippi e databili alla fine degli anni cinquanta del Seicento o all'inizio degli anni sessanta. Il Martirio di santa Caterina, ambientata in un contesto suburbano forse pratese, la Flagellazione di Cristo, San Carlo Borromeo in adorazione del Crocifisso di arcaizzante sintesi formale e il San Francesco di Sales che riceve la benedizione della Vergine, sono tutte tele di semplice composizione e quindi di immediata lettura, e di rigorosa essenzialità devozionale.
Sull'altare si trova un notevole Crocifisso ligneo cinquecentesco fiancheggiato da due grandi pale centinate di Michele delle Colombe del 1576, una con l'Assunta e l'altra con varie Scene della Passione. 
Contiguo al coro è il sacello con l'urna della Santa, ornato da tele di Gian Domenico Ferretti, non visitabile come altri ambienti al piano terreno (Sala da lavoro, Guardaroba, farmacia), mentre in alcune ricorrenze sono visibili alcune celle del piano superiore: la Cella del Transito, con ricordi e reliquie della Santa, e l'elegante Cappella dove avvenne il noto miracolo dell'abbraccio del Crocifisso (quello ligneo conservato nell'altare-reliquiario del primo Settecento), con la contigua cappella delle reliquie.
Nel giardino della casa di riposo che occupa parte del monastero è la cappella della Madonna di Loreto (1559-1560), che ripete le misure della Santa Casa, con bella tavola di Michele Tosini. Coro monastico (1558-64),

## Altre immagini

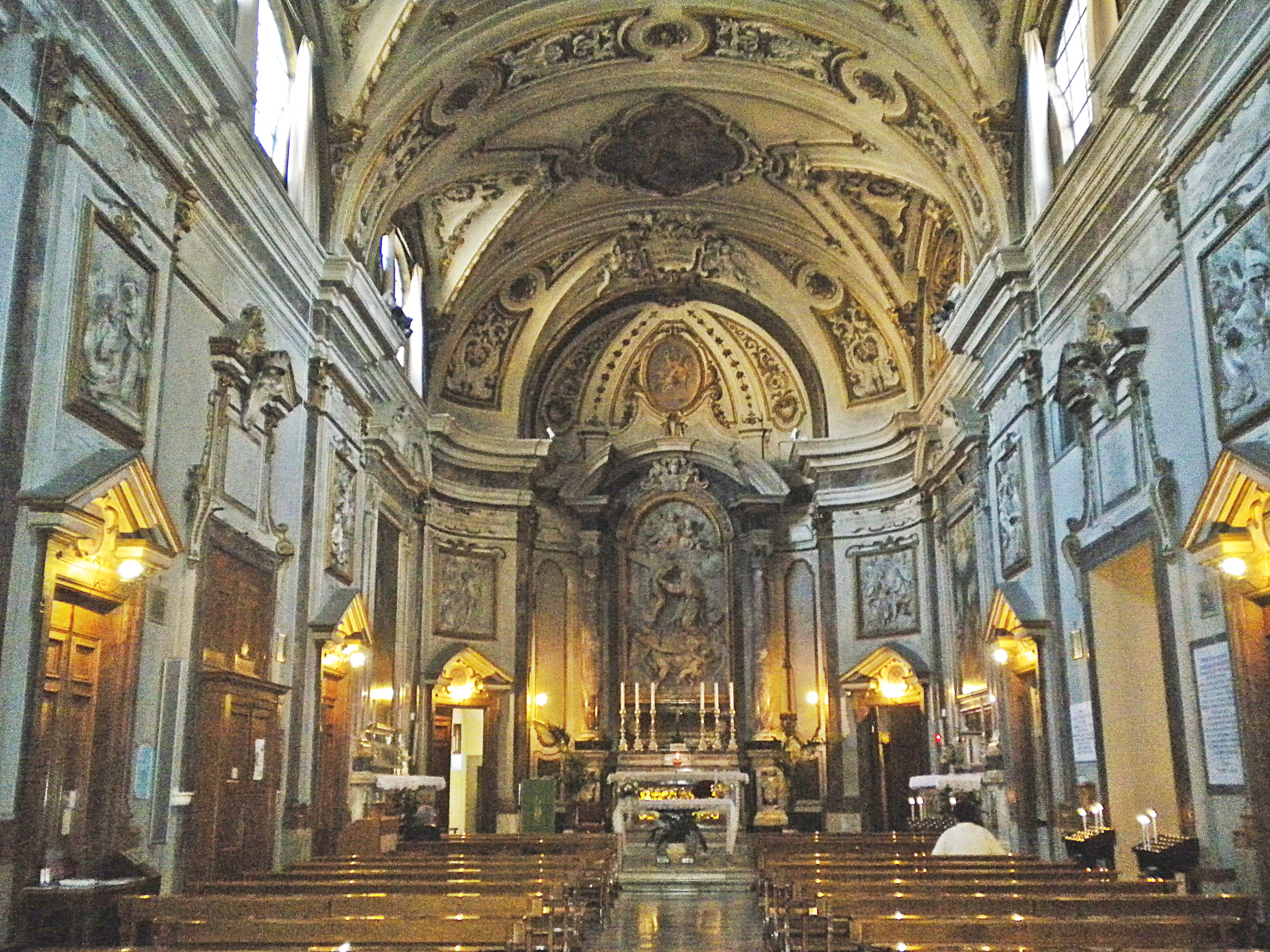
L'interno della basilica
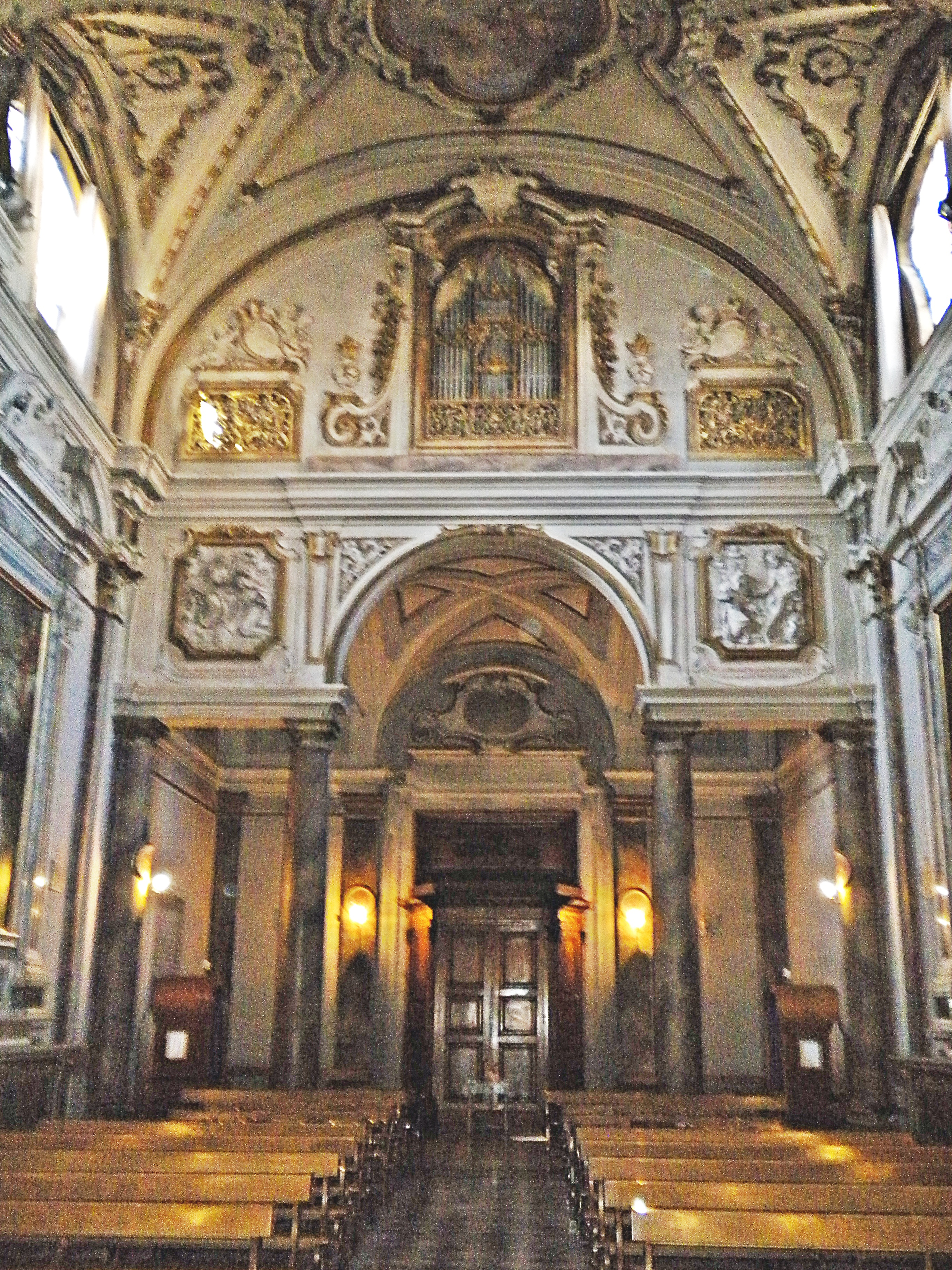
Controfacciata con coro delle monache
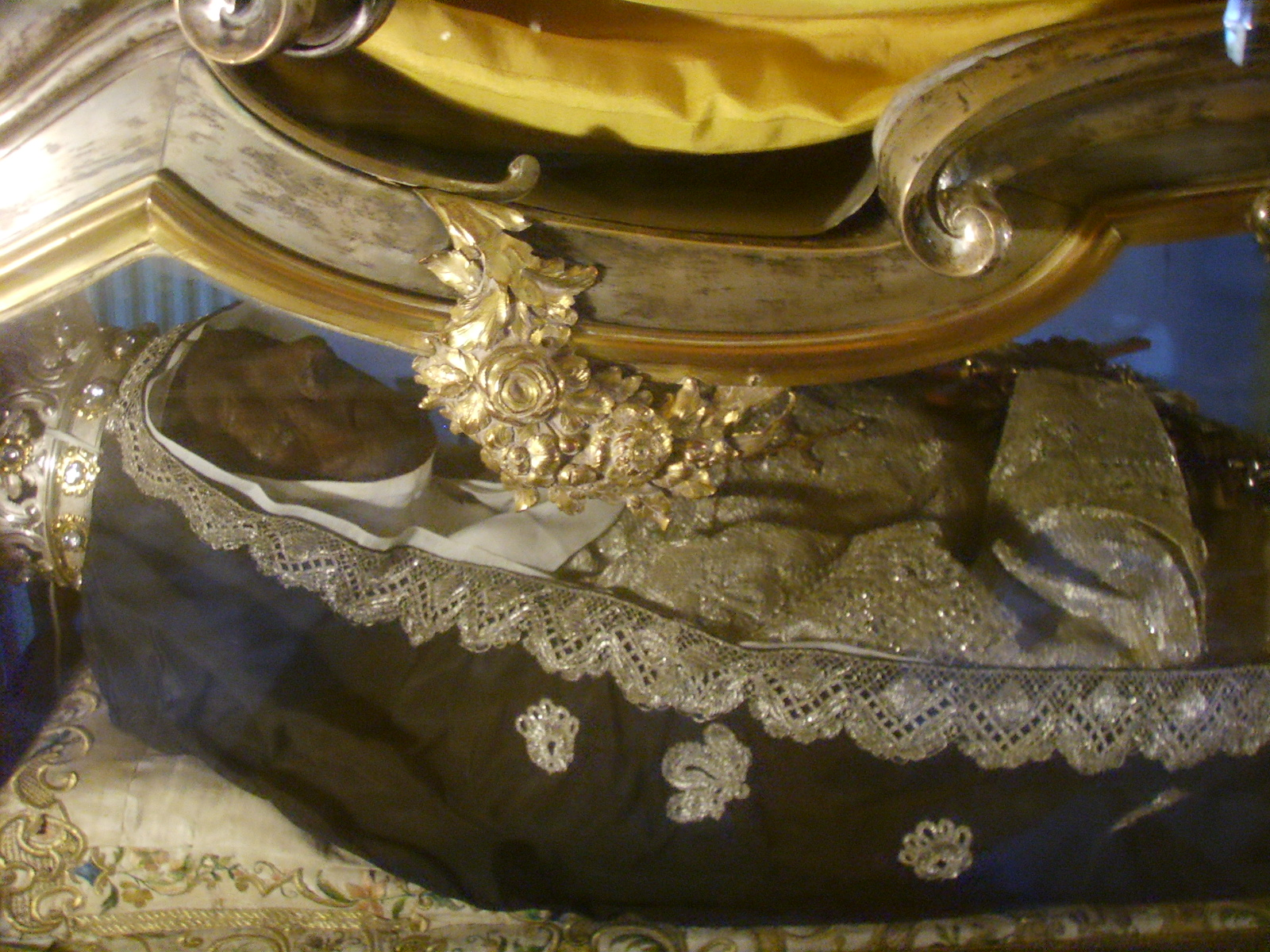
La salma della santa
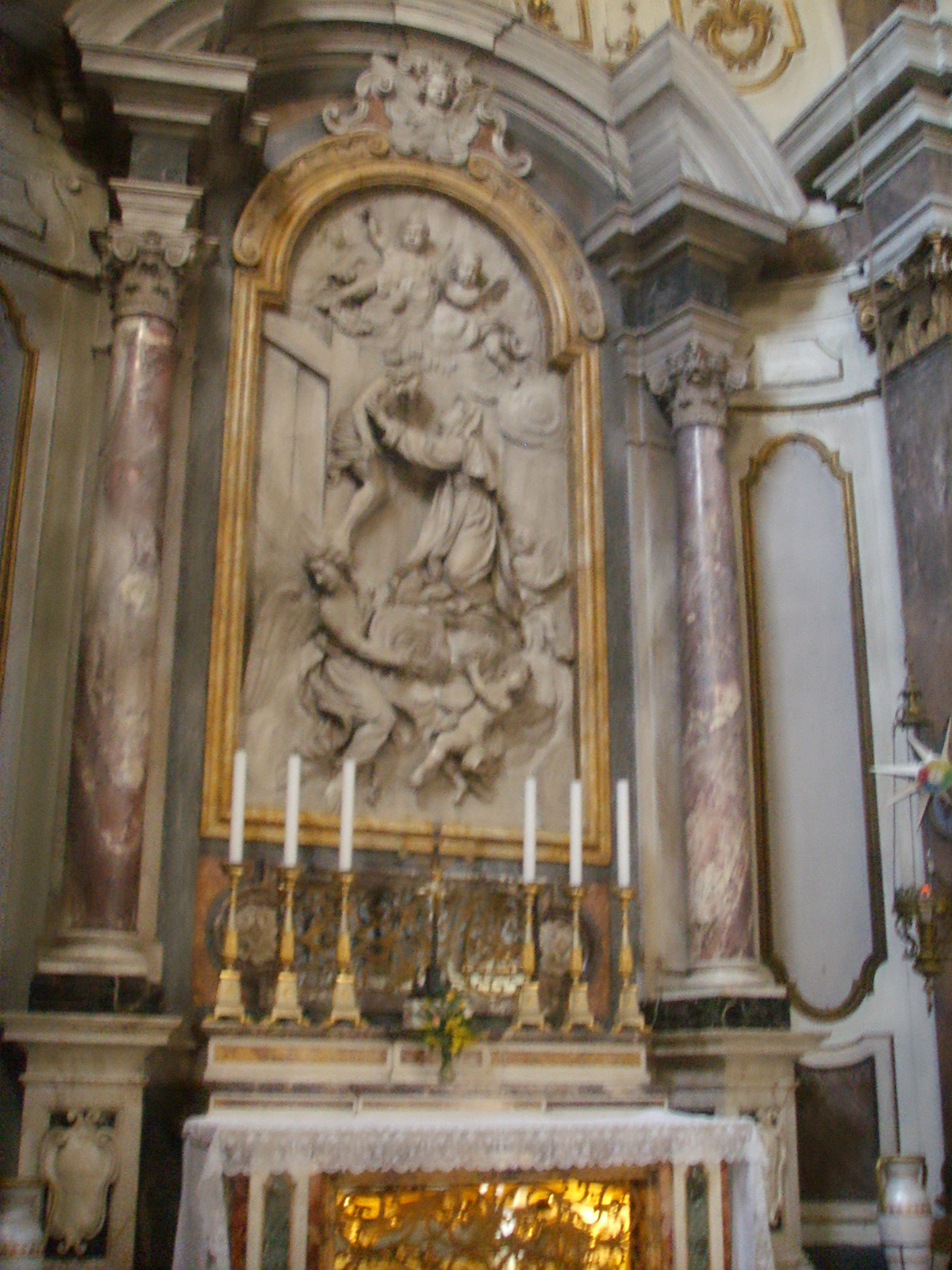
L'altare